# Nikoli
Nikoli  (ニコリ, nikori) Co., Ltd..es una compañía editora japonesa que se especializa en juegos, y especialmente, en acertijo lógicos y rompecabezas lógicos. Nikoli es también el apodo de su revista Puzzle Communication Nikoli que se lleva publicando trimestralmente desde 1980; esta presenta juegos, variedades y artículos relacionados con temas numéricos y de lógica.
Nikoli se ha hecho mundialmente conocida gracias a la popularidad de su Sudoku.

## Descripción
Esta editorial japonesa también publica material en inglés, y hay algunas variantes y ejemplos de juegos simples bastante interesantes como Hashiwokakero o Masyu, que tienen una lógica similar a la de los Sudokus pero más simplificada, en un tablero parecido. Desarrollan rompecabezas para cerca de 70 periódicos en Japón, compañías de juegos, sitios web y juegos vía teléfonos móviles.
El nombre "Nikoli" viene de las carreras de caballos. Es el nombre de quien ganó la carrera Irish 2,000 Guineas en 1980; el presidente de Nikoli, Maki Kaji, siente cariño por las carreras de caballos y apuestas y por eso le puso ese nombre a su empresa. [cita requerida]
En Nikoli Co., Ltd. se enorgullecen de tener lo que ellos llaman una vasta librería de rompecabezas "independientes de la cultura" del individuo que los realiza. Un ejemplo de género de rompecabezas dependiente del idioma y/o la cultura sería el crucigrama, que se basa en un lenguaje específico y se articula a través de un alfabeto. Por esta razón los rompecabezas de Nikoli Co., Ltd. son a menudo puramente lógicos, y con frecuencia numéricos.
El Sudoku de Nikoli Co., Ltd. es el rompecabezas lógico más popular en Japón, se popularizó en el mundo anglófono en 2005, aunque fuera originalmente un rompecabezas estadounidense, desde que Dell Magazines lo creara y distribuyera durante años.
La revista ha inventado varios nuevos modelos de rompecabezas lógicos, y ha introducido nuevos rompecabezas en Japón.

## Rompecabezas de Nikoli
Algunos de los populares rompecabezas de Nikoli,[cita requerida] junto con sus nombres en japonés; tienen nombres oficiales también en el extranjero.
Los rompecabezas editados por Nikoli, están listados aquí en orden alfabético.
- Aritmética con letras ふくめん算
- Bag バッグ (Corral)
- Une los puntos 点つなぎ (Une los puntos)
- Country Road カントリーロード
- Crucigrama クロスワードパズル
- Enlaza números ナンバーリンク (enlazar números sin cruzarse)
- Fillomino フィルオミノ
- Gokigen Naname ごきげんななめ
- Goishi Hiroi 碁石ひろい
- Hashiwokakero 橋をかけろ (Puentes, De Isla en Isla)
- Heyawake へやわけ
- Hitori ひとりにしてくれ (tapar casillas)[1]
- Hotaru Beam ホタルビーム
- Inshi no heya 因子の部屋
- Kakuro カックロ (Cross Sums, Kakro)
- Keisuke ケイスケ
- Kin-Kon-Kan キンコンカン
- Kuromasu 黒マスはどこだ
- Laberinto (pasatiempo) 迷路
  - Laberinto con imagen oculta 浮き出し迷路
- Light Up 美術館
- LITS (sudoku, Poliominó)
- Masyu ましゅ
- Nonograma エデル (Nonograma)
- Mochikoro モチコロ (un tipo de Nurikabe)
- Nurikabe ぬりかべ (Estructura de casillas,  Islas en la corriente)
- Reflect Link リフレクトリンク
- Ripple Effect 波及効果
- Shakashaka シャカシャカ
- Shikaku 四角に切れ (Divide en paralelogramos)
- Slitherlink スリザーリンク (Vallas)
- Sopa de letras シークワーズ (Buscar palabra)
- Stained Glass ステンドグラス
- Sudoku 数独 (Poner numeros, Nueve numeros)
- Tatamibari タタミバリ
- Tatebo-Yokobo タテボーヨコボー
- Tentai Show 天体ショー (Galaxias)
- Pintar casillas タイルペイント
- Yajilin ヤジリン (Anillo flecha)
- Yajisan-Kazusan やじさんかずさん